# Chen Jingkai
Chen Jingkai (Tschen Tsching-Kai; * 1. Dezember 1935; † 6. Dezember 2010) war ein chinesischer Gewichtheber.

## Werdegang
Im Jahre 1936 nahmen an den Olympischen Spielen 1936 in Berlin drei chinesische Gewichtheber teil. Das war das erste Mal in der Geschichte des Gewichthebens – und bis Mitte der 1950er Jahre das letzte Mal –, dass sich chinesische Gewichtheber an einer internationalen Meisterschaft beteiligten.
Mitte der 1950er Jahre wurden chinesische Gewichtheber wieder aktiv, darunter Chen Jingkai (in den „Tschen Tsching-Kai“). Neben diesem Athleten waren es Huan Chanju und Chao Chinhue, die zu jenem Zeitpunkt ebenfalls in die Weltspitze vorstießen.
Der chinesische Gewichtheber-Verband gehörte damals nicht dem Welt-Gewichtheber-Verband, der damals die Bezeichnung FIHC trug, und auch nicht dem IOC an. Aus diesem Grunde konnten die chinesischen Athleten nicht an den internationalen Meisterschaften (Weltmeisterschaften) und an den Olympischen Spielen teilnehmen. Die Weltrekorde, die sie erzielten, wurden von der FIHC nicht anerkannt und haben deshalb nur inoffiziellen Charakter.
Chen Jingkai wurde 1935 in einem kleinen Dorf in der Provinz Guangdong geboren. Als Kind betrieb er bereits viel Sport wie Basketball, Fußball und Turnen. Aufgrund seines Körperbaus, er war als Erwachsener nur 1,49 m groß und untersetzt, konnte er es in diesen Sportarten aber nicht weit bringen. Ab seinem 14. Lebensjahr besuchte er eine Mittelschule in Guangzhou, wo er Gelegenheit hatte, Gewichtheben zu trainieren. Schon nach kurzer Zeit schaffte er als Bantamgewichtler 245 kg im Olympischen Dreikampf und siegte damit bei einer Provinzmeisterschaft.
1952 verließ er Guangzhou und ging in sein Heimatdorf zurück, wo er keine Gelegenheit mehr zum Gewichthebertraining hatte. 1955 trat er in die Armee ein und begann dort wieder mit dem regelmäßigen Training. In der Armee erreichte er den Offiziersrang und wurde Leutnant. Er kam dort unter die Fittiche des russischen Trainers Pustewoij, der ihn binnen kürzester Zeit zu einem starken Athleten formte.
1956 wurde er in Shanghai erstmals chinesischer Meister. Bei der Gelegenheit übertraf er im Bantamgewicht mit 133 kg im Stoßen den Weltrekord des US-Amerikaners Charles Vinci um 0,5 kg. 1956 fand in Peking auch ein Länderkampf zwischen der Volksrepublik China und der Sowjetunion statt. Chen Jingkai schaffte bei dieser Gelegenheit im Federgewicht 307,5 kg (90-85-132,5) und unterlag dort dem Olympiasieger von 1952 Iwan Udodow, der 340 kg (105-105-130) erzielte. Es war schon zu Beginn der Laufbahn von Chen Jingkai auffällig, dass er besonders im Stoßen herausragende Leistungen zeigte, aber in den beiden anderen Disziplinen Drücken und Reißen mit der Weltelite nicht ganz mithalten konnte. Besonders im Reißen waren seine Leistungen nur mittelmäßig. Dies blieb während seiner gesamten Laufbahn so.
Im Verlaufe des Jahres 1956 schaffte er im Stoßen mit 135 kg und 137,5 kg zwei weitere Leistungen, die über dem offiziellen FIHC-Weltrekord lagen.
1957 erzielte Chen Jingkai bei einem internationalen Turnier in Moskau im Olympischen Dreikampf 322,5 kg (95-87,5-140) und siegte damit vor Albert Chalfin, UdSSR, 320 kg und Kemal Mahgoub, Ägypten, 305 kg. Die Leistung von 140 kg im Stoßen wäre wieder neuer Weltrekord gewesen. Allerdings wog die Hantel beim Nachwiegen nur 139,5 kg, so dass nur dieses Gewicht Weltrekord gewesen wäre.
Zu Beginn des Jahres 1958 verbesserte Chen Jingkai seinen chinesischen Rekord im Olympischen Dreikampf auf 330 kg (100-95-135). Danach siegte er beim Großen Preis von Moskau im Bantamgewicht mit 317,5 kg (92,5-90-135) vor den Russen Uljanow, 315 kg u. Katschegarow, 302,5 kg. Im Herbst des Jahres 1958 startete er in Leipzig bei der sog. Militär-Spartakiade und steigerte sich dort im Bantamgewicht auf 332,5 kg (97,5-95-140) und belegte damit hinter dem Olympiasieger und mehrfachen Weltmeister Wladimir Stogow, der 335 kg (105-100-135) erzielte, den 2. Platz. In einem zusätzlichen Versuch verbesserte er den Weltrekord im Stoßen auf 140,5 kg (inoffizieller Weltrekord).
Im Jahre 1959 nahm er wieder am Großen Preis von Moskau teil und kam dort im Federgewicht auf 350 kg (107,5-95-147,5), womit er hinter Jewgeni Minajew, UdSSR, 360 kg (115-107,5-137,5) den 2. Platz belegte. Auch bei dieser Veranstaltung stieß er in einem zusätzlichen Versuch mit 148 kg einen neuen inoffiziellen Weltrekord.
Ab 1960 konnten die chinesischen Gewichtheber, also auch Chen Jingkai, nicht mehr bei Veranstaltungen in der Sowjetunion und in den meisten anderen sog. Ostblock-Staaten an den Start gehen. Grund war die Verfeindung Chinas mit der Sowjetunion.
Chen Jingkai war aber in der Volksrepublik China noch einige Jahre sehr aktiv. 1961 stellte er in Peking mit 148,5 einen inoffiziellen Weltrekord im Stoßen des Federgewichts auf. Aus diesem Jahre ist auch bekannt, dass er wieder chinesischer Meister im Federgewicht mit 340 kg (110-82,5-137,5) wurde. Seine Bestleistung in diesem Jahr stand im Federgewicht bei 345 kg (100-97,5-147,5).
Aus den folgenden Jahren sind noch folgende Leistungen von ihm bekannt:
- 1963, Weltrekord in Peking im Stoßen des Federgewichts mit 151 kg und 345 kg (105-95-145) im  olympischen Dreikampf,
- 1964; Weltrekord in Shanghai im Stoßen des Federgewichts mit 151,5 kg,
- 1965, persönliche Bestleistung im olympischen Dreikampf mit 357,5 kg

Aus den Jahren nach 1965 sind von Chen Jingkai keine Leistungen mehr bekannt. Wie der gesamte chinesische Sport kam auch das Gewichtheben in den Jahren der chinesischen Kulturrevolution in Verruf. Die Gewichtheber konnten ihren Sport jahrelang nicht mehr ausüben und mussten schwere Fabrikarbeit leisten. Seit 1973 gab es in China aber wieder Gewichtheben. Chen Jingkai arbeitete ab diesem Zeitpunkt als Trainer und trainierte dabei u. a. auch seinen jüngeren Bruder Chen Manlin. Dieser, Geburtsjahrgang 1942, konnte in den Jahren 1974 und 1977 sogar noch an Weltmeisterschaften teilnehmen, nachdem China im Jahre 1974 in den internationalen Gewichtheber-Verband FIHC, jetzt IWF, aufgenommen wurde. Im Jahre 1977 gewann Chen Manlin dabei bei der Weltmeisterschaft in Stuttgart sogar die Bronzemedaille im Zweikampf im Bantamgewicht. In späteren Jahren soll Chen Jingkai auch im Ausland, u. a. in Mexiko als Trainer tätig gewesen sein.

## Bekannte Wettkämpfe
| Jahr | Platz | Wettbewerb                     | Gewichtsklasse | |
| ---- | ----- | ------------------------------ | -------------- | --- |
| 1956 | 1.    | chinesische Meisterschaft      | Bantam         | |
| 1957 | 1.    | Intern. Turnier in Moskau      | Bantam         | mit 322,5 kg (95-87,5-140), vor Albert Chalfin, UdSSR, 320 kg u. Kemal Mahgoub, Ägypten, 305 kg                 |
| 1958 | 1.    | Großer Preis von Moskau        | Bantam         | mit 317,5 kg (92,5-90-135), vor Stefan Uljanow, UdSSR, 315 kg (100-95-120) u. B. Katschegarow, UdSSR, 302,5 kg  |
| 1958 | 2.    | Militär-Spartakiade in Leipzig | Bantam         | mit 332,5 kg (97,5-95-140), hinter Wladimir Stogow, udSSR, 335 kg (105-100-135), vor Jankowski, Polen, 307,5 kg |
| 1959 | 2.    | Großer Preis von Moskau        | Feder          | mit 350 kg (107,5-95-147,5), hinter Jewgeni Minajew, UdSSR, 360 kg (115-107,5-137,5)                            |
| 1961 | 1.    | chinesische Meisterschaften    | Feder          | mit 340 kg (110-92,5-137,5)                                                                                     |

## Inoffizielle Weltrekorde
| Datum    | Ort      | Disziplin | Gewichtsklasse | Leistung |
| -------- | -------- | --------- | -------------- | -------- |
| 7.6.56   | Shanghai | Stoßen    | Bantam         | 133 kg   |
| 11.11.56 | Kanton   | Stoßen    | Bantam         | 135 kg   |
| 9.11.56  | Shanghai | Stoßen    | Bantam         | 135,5 kg |
| 21.12.56 | Tianjin  | Stoßen    | Bantam         | 137,5 kg |
| 7.8.57   | Moskau   | Stoßen    | Bantam         | 139,5 kg |
| 12.10.57 | Peking   | Stoßen    | Feder          | 144 kg   |
| 1958     | Leipzig  | Stoßen    | Bantam         | 140,5 kg |
| 1959     | Moskau   | Stoßen    | Feder          | 148 kg   |
| 1961     | Peking   | Stoßen    | Feder          | 148,5 kg |
| 1963     | Peking   | Stoßen    | Feder          | 151 kg   |
| 1964     | Shanghai | Stoßen    | Feder          | 151,5 kg |

## Erläuterungen
- alle Wettkämpfe im olympischen Dreikampf, bestehend aus Drücken, Reißen und Stoßen,
- Bantamgewicht, damals bis 56 kg, Federgewicht, damals bis 60 kg Körpergewicht